# XXS Dortmunder Kurzfilmfestival
Das XXS Dortmunder Kurzfilmfestival ist ein im Jahr 2000 gegründetes Kurzfilmfestival. Es wird von der Stadt Dortmund und Studenten der WAM-Medienakademie im Herbst jeden Jahres veranstaltet.

## Geschichte
2001 fand das XXS-Kurfilmfestival zum ersten Mal unter dem Namen „WAM-Die Filmnacht“ im Cinestar Dortmund statt. Mit einer Namensänderung im Jahr 2007 zum „XXS Dortmunder Kurzfilmfestival“, sollte signalisiert werden, dass das Event nicht nur WAM-intern, sondern auch für ein großes externes Publikum zugänglich ist. Seitdem wird das Event generationsübergreifend von den Studierenden des Fachbereichs Kultur- und Eventmanagement der WAM organisiert, ausgenommen dem Jahr 2020, da hier Studierende des Fachbereichs Marketing die Organisation übernahmen. Auch in diesem Jahr 2021, planen und organisieren die Marketingstudierenden mit den Mediendesignstudierenden der WAM das XXS-Kurzfilmfestival.
2011 fand das XXS zum ersten Mal, unter dem geänderten Motto von "10 Filme, 4 Preise, 1 Abend" zu "11 Filme, 5 Preise, 1 Abend", im Spielhaus Dortmund statt und zog dann im Jahr 2015 jedoch zu ihrem Partner, dem Roxy Kino, wo es regelmäßig bis 2019 stattfand.
Um dem Kurzfilmfestival zukünftig feste Organisationsstrukturen und eine aktive Förderung zu sichern, wurde der kulturell-gemeinnützige Verein Bildrausch Kurzfilmfestival e. V. in Dortmund ins Leben gerufen, der größtenteils aus Studenten besteht und ein Kuratorium wichtiger Förderer und Funktionäre besitzt.
2020 und 2021 wurde das Festival auf Grund der Corona-Pandemie digital übertragen. 
Das XXS Dortmunder Kurzfilmfestival bietet seit nun mehr als 22 Jahren jungen Filmemachern die Möglichkeit, ihre selbst gedrehten Filme der Öffentlichkeit zu präsentieren. Weltweit können Produzenten ihre aktuellen Werke bei uns einreichen und einer unabhängigen Jury vorstellen. Hier werden die TOP 3 Filme bestimmt und am Abend des Festivals mit einem Preisgeld gekürt.

## Teilnahme
Filmemacher und Studenten weltweit haben die Möglichkeit am XXS Dortmunder Kurzfilmfestival teilzunehmen. Die Teilnahme erfolgt über die Webseite des XXS Dortmunder Kurzfilmfestival, unter der ebenfalls das Einreichungsformular zu finden ist, oder über "Click-for-festival", Dort können sich die Teilnehmer über die Teilnahmebedingungen informieren und ggf. Fragen an die angegebene E-Mail-Adresse stellen.

## Auszeichnungen
Die Sieger des XXS Dortmunder Kurzfilmfestival werden vor der Veranstaltung über den Sieg informiert und anschließend von einer Fachjury am XXS-Abend mit dem „Kleinen Filmpreis“ (dotiert) in Gold, Silber oder Bronze gekürt. Darüber hinaus wird jährlich ein Publikumspreis verliehen, welcher am Abend der Veranstaltung vom gesamten Publikum vergeben wird. Daneben wurde bis 2015 der XXS Filmpreis für Menschenrechte (gesponsert von Amnesty International) und – erstmals 2013 – der Klimapreis der Stadt Dortmund verliehen. Im Jahr 2021 wird zusätzlich neben den "kleinen Filmpreisen" und dem Publikumspreis (nicht dotiert) ein Creative-COVID Preis (nicht dotiert) vergeben.

### Jury
Die Filmpreise werden von einer von Jahr zu Jahr neu zusammengestellten nationalen Jury vergeben, die hauptsächlich aus Filmschaffenden besteht. Eine Vorjury sichtet die Einreichungen und wählt die zehn besten Filme aus, die am Veranstaltungsabend den Zuschauern vorgestellt werden. Im Anschluss prämiert die Festivaljury daraus die ersten drei Plätze.
Die Jury bestand in den vergangenen Jahren unter anderen aus folgenden Schauspielern, Moderatoren, Regisseuren und Drehbuchautoren:
- Peter Thorwarth, Regisseur
- Holger Bals, Produktmanager und Synchronsprecher
- Berny Abt, Schauspieler
- Andreas Pietschmann, Schauspieler
- Sebastian Ströbel, Schauspieler
- Theo West, Schauspieler
- Tanja Wenzel, Schauspielerin
- Sophie Keiser, Schauspielerin
- Joe Bausch, Schauspieler
- Stephan Ottenbruch, Schauspieler

Im Jahr 2012 setzte sich die Jury folgendermaßen zusammen:
- Waldemar Kobus, Schauspieler
- Kay Voges, Direktor des Schauspielhaus Dortmund
- Vincent Krüger, Schauspieler
- Markus Knüfken, Schauspieler
- Steffen Jopp, Student für bildende Kunst in den Schwerpunkten Grafik, Video und Fotografie

Im Jahr 2013 setzte sich die Jury folgendermaßen zusammen:
- Kay Voges
- Markus Knüfken
- Laura Osswald, Schauspielerin
- Irina Arms, Autorin, Journalistin und Regisseurin

Im Jahr 2014 setzte sich die Jury folgendermaßen zusammen:
- Michael Eickhoff, Chefdramaturg des Schauspielhaus Dortmund
- Markus Knüfken, Schauspieler
- Thomas M. Held, Schauspieler
- Miloš Vuković, Schauspieler
- Markus Majowski, Schauspieler

Im Jahr 2015 setzte sich die Jury folgendermaßen zusammen:
- Sascha Bisley
- Julian Weigend
- Raphael Vogt

Im Jahr 2016 setzte sich die Jury folgendermaßen zusammen:
- Sascha Bisley
- Paula Schramm
- Kai Schuhmann

Im Jahr 2017 setzte sich die Jury folgendermaßen zusammen:
- Yvonne Pferrer
- Anna Fischer
- Sascha Bisley
- Marcel Glauche
- Peggy Lukac

Im Jahr 2018 setzte sich die Jury folgendermaßen zusammen:
- Dominik Buch
- Peter Nottmeier
- Daniel Fritz
- Michael Eisenburger

Im Jahr 2019 setzte sich die Jury folgendermaßen zusammen:
- Volkan Isbert, Schauspieler
- Heinz Dietz, Regisseur
- Kerstin Thielemann, Schauspielerin

Im Jahr 2020 setzte sich die Jury folgendermaßen zusammen:
- Amelie Plaas-Link, Schauspielerin
- Arno Stallmann, Dramaturg

### Gewinner
| Jahr | Film                             | Name              |
| ---- | -------------------------------- | ----------------- |
| 2005 | „Fragile“                        | Sikander Goldau   |
| 2006 | „Security“                       | Lars Henning      |
| 2007 | „Wolfstraum“                     | Maria-Anna Rimpfl |
| 2008 | „Zwischen Licht und Schatten“    | Fabian Giessler   |
| 2009 | „Stiller See“                    | Lena Liberta      |
| 2010 | „Wattwanderer“                   | Max Zähle         |
| 2011 | „Wie ein Fremder“                | Lena Liberta      |
| 2012 | „Weißt du, was ich mir wünsche?“ | Irina Arms        |

| Nominierung    | Film             | Name             |
| -------------- | ---------------- | ---------------- |
| 1. Platz       | „Wattwanderer“   | Max Zähle        |
| 2. Platz       | „Nur eine Nacht“ | Matthias Krumrey |
| 3. Platz       | „Mobilé“         | Verena Fels      |
| Publikumspreis | „Viki Ficki“     | Natalie Spinell  |

| Nominierung                      | Film                                               | Name           |
| -------------------------------- | -------------------------------------------------- | -------------- |
| 1. Platz                         | „Wie ein Fremder“                                  | Lena Liberta   |
| 2. Platz                         | „Der Besuch“                                       | Conrad Tambour |
| 3. Platz                         | „Die wundersame Auferstehung der Elle Hansemüller“ | Anne Zhora     |
| Publikumspreis                   | „Souterrain“                                       | Erwin Häcker   |
| XXS Filmpreis für Menschenrechte | „Raju“                                             | Max Zähle      |

| Nominierung                      | Film                             | Name            |
| -------------------------------- | -------------------------------- | --------------- |
| 1. Platz                         | „Weißt du, was ich mir wünsche?“ | Irina Arms      |
| 2. Platz                         | „I have a boat“                  | Nathan Nill     |
| 3. Platz                         | „Kleider machen Freunde“         | Falk Schuster   |
| Publikumspreis                   | „Mia und der Minotaurus“         | Florian Schnell |
| XXS Filmpreis für Menschenrechte | „Weißt du, was ich mir wünsche?“ | Irina Arms      |

| Nominierung                         | Film                      | Name             |
| ----------------------------------- | ------------------------- | ---------------- |
| 1. Platz                            | „Offline“                 | Benjamin Lenz    |
| 2. Platz                            | „Stufe Drei“              | Petra Barkhausen |
| 3. Platz                            | „Five Ways to kill a man“ | Manuel Kinzer    |
| Publikumspreis                      | „Süße Seeluft“            | Stefan Siebert   |
| Amnestypreis für Menschenrechte     | „Five Ways to kill a man“ | Manuel Kinzer    |
| Klimaschutzpreis der Stadt Dortmund | „Klimagericht“            | Peter Wedel      |
| Klimaschutzpreis der Stadt Dortmund | „Wasserfußabdruck“        | Yatri Niehaus    |

| Nominierung    | Film                    |
| -------------- | ----------------------- |
| 1. Platz       | Alerik                  |
| 2. Platz       | Nella tesca del capotto |
| 3. Platz       | la carte                |
| Amnesty Preis  | Business as usual       |
| Publikumspreis | Coming-out              |

| Nominierung                  | Film              |
| ---------------------------- | ----------------- |
| 1. Platz                     | In Passing        |
| 2. Platz                     | Chain             |
| 3. Platz                     | Herman the German |
| DEW21 kreative Energie Preis | Juan y la nube    |
| Amnesty Preis                | Sadakat           |

| Nominierung        | Film                  | Name                                                                                               |
| ------------------ | --------------------- | -------------------------------------------------------------------------------------------------- |
| 1. Platz           | Premier Automne       | Carlos de Carvalho, Aude Danset                                                                    |
| 2. Platz           | Uncanny Valley        | Federico Heller                                                                                    |
| 3. Platz           | Entkoppelt            | Peter Heineking                                                                                    |
| Publikumspreis     | Cuerdas               | Pedro Solid Garcia                                                                                 |
| DEW21 Energiepreis | Operation Rising Tusk | Johannes Engelhardt, Markus Eschrich, Johannes Lumer, Benjamin Brand, Julius Rosen, Alexander Ochs |

| Nominierung    | Film             | Name                           |
| -------------- | ---------------- | ------------------------------ |
| 1. Platz       | un Etat d‘urgent | Tarek Roehlinger               |
| 2. Platz       | le plombier      | Xavier, Meryl Seron, Fortunato |
| 3. Platz       | 112 Pizza        | Elefterios Zacharopoulos       |
| Publikumspreis | Princess         | Karsten Dahlem                 |

| Nominierung    | Film             | Name                |
| -------------- | ---------------- | ------------------- |
| 1. Platz       | Últimos Días     | Leon Llerena Arturo |
| 2. Platz       | The Nanny        | Max Miller          |
| 3. Platz       | Walls            | Max Paschke         |
| Publikumspreis | The Stained Club | Simon Boucly        |

| Nominierung    | Film                                          | Name                |
| -------------- | --------------------------------------------- | ------------------- |
| 1. Platz       | LA CHICA DEL VESTIDO ROJO Y SOMBRERO AMARILLO | Álvaro Rozas Leiva  |
| 2. Platz       | MIEDOS                                        | German Sancho       |
| 3. Platz       | IL TRATTO                                     | Alessandro Stevanon |
| Publikumspreis | IL TRATTO                                     | Alessandro Stevanon |

| Nominierung | Film                     | Name                  |
| ----------- | ------------------------ | --------------------- |
| 1. Platz    | Zweite Haut-second skin  | Kerem und Ismet Ergün |
| 2. Platz    | El niño y la montaña     | Hernán Leal           |
| 3. Platz    | Je suis nue - I am naked | Alexandra Mignien     |